# Utbetalningsmyndigheten
Utbetalningsmyndigheten är en statlig förvaltningsmyndighet i Sverige,  inrättad den 1 januari 2024. Myndigheten är lokaliserad i Stockholms län enligt beslut från regeringen. Den 3 augusti 2023 utnämnde regeringen Per Eleblad till generaldirektör. 

## Bakgrund
I juni 2018 tillsatte regeringen särskilda utredaren Ann-Marie Begler att utreda en samordning av de statliga utbetalningarna. Utredningen föreslog inrättandet av en ny myndighet som både skulle ha ansvar för genomförandet av utbetalningar från ett antal myndigheter samt genomförande av systemövergripande dataanalyser och granskning i syfte att minska framför allt organiserade upplägg som leder till felaktiga utbetalningar.
I mars 2022 tillsatte regeringen särskilde utredaren Mikael Westberg till att lämna förslag och vidta nödvändiga åtgärder i syfte att förbereda och genomföra bildandet av en ny myndighet, Utbetalningsmyndigheten. Utredningen hade enligt kommittédirektiven i uppdrag att i mars 2023 redovisa till regeringen och föreslog bl.a. budgetunderlag, förslag till verksamhetsplan, förslag till regleringsbrev, förslag till instruktion samt förslag till tidsplan för införande av systemet med transaktionskonton. 

## Verksamhet
Myndigheten ansvarar för att genomföra utbetalningar av förmåner och stöd från de anslutna statliga välfärdssystemen, samt utbetalningar från skattekontot hos Skatteverket, genom ett system med transaktionskonton. Utredningen för inrättandet av Utbetalningsmyndigheten beskrev i en bilaga till återrapportering om hur systemet med transaktionskonton bör realiseras. Utredningen beskriver begreppet transaktionskonto som innehållande två ekonomiska termer: transaktion och konto. Dessa kan tolkas på olika sätt eftersom båda begreppen används även i andra sammanhang. En transaktion kan till exempel vara en bokföringstransaktion eller en utbetalning. Kontobegreppet används både inom ekonomisk redovisning och för att beskriva ett bankkonto, en finansiell tjänst som banker tillhandahåller till individer och organisationer. Tolkningen av både transaktion och konto utifrån ett ekonomiskt redovisningsperspektiv matchar enligt utredningen bättre till kravställningen än dess användning i samband med finansiella tjänster.
I verksamheten ingår även att förebygga, förhindra och upptäcka felaktiga utbetalningar från välfärdssystemen genom systemövergripande dataanalyser och granskningar.
Utbetalningsmyndighetens heraldiska vapen beslutades 18 november 2022 av särskilde utredare. Blasoneringen lyder: "I blått fält ett stolpgaffelkors av guld belagt med tolv blåa rundlar och åtföljt ovan av en rundel av guld på vardera sidan av stolpen. Skölden krönt med kunglig krona."
I januari 2023 tecknades hyresavtal med Skanska om lokaler i Hammarby Sjöstad.